# Mariya Filátova
Mariya Filátova (Kemerovo, Rusia, 19 de julio de 1961) es una gimnasta artística rusa que, compitiendo con la Unión Soviética, consiguió ser subcampeona mundial en 1981 en la competición general individual, además de en otras dos ocasiones —1978 y 1981, campeona del mundo en el concurso por equipos, y otras dos veces —1976 y 1980— campeona olímpica también por equipos.

## Carrera deportiva
En los JJ. OO. de Montreal (Canadá) de 1976 ganó el oro en el concurso por equipos, por delante de Rumania y Alemania del Este, siendo sus compañeras de equipo: Svetlana Grozdova, Nellie Kim, Olga Korbut, Elvira Saadi y Ludmila Tourischeva.
En el Mundial de Estrasburgo 1978 gana el oro por equipos —por delante de China y Alemania Oriental—.
En el Mundial de Fort Worth 1979 gana la plata por equipos, tras Rumania y por delante de Alemania del Este, siendo sus compañeras: Nellie Kim, Yelena Mújina, Natalia Shaposhnikova, Natalia Tereschenko y Stella Zakharova.
En los JJ. OO. de Moscú de 1980 ganó por equipos —por delante de Rumania y Alemania Oriental— y bronce en asimétricas, tras la alemana Maxi Gnauck, la rumana Emilia Eberle y empatada con la también rumana Melita Ruhn y la alemana Steffi Kraker.
Por último en el Mundial de Moscú 1981 gana el oro por equipos, y la plata en la general individual, tras su compatriota Olga Bicherova y delante de su también compatriota Elena Davydova.